# 山形コミュニティ放送
山形コミュニティ放送株式会社（やまがたコミュニティほうそう）は、山形県山形市の一部地域を放送対象地域として超短波放送（FM放送）を営む特定地上基幹放送事業者である。
ラジオモンスターの愛称でコミュニティ放送を行っている。

## 概要
1995年（平成7年）開局。東北地方および県庁所在地初のコミュニティ放送局である。
本社・演奏所（スタジオ）は、山形市本町の津多屋ビルにある。
送信所は旅篭町の山形市役所本庁舎屋上にあり、放送局（現・特定地上基幹放送局）の呼出符号はJOZZ2AA-FM、呼出名称はやまがたコミュニティエフエム、周波数76.2MHz、空中線電力は当初10Wで1999年（平成11年）に20Wに増力した。放送区域は山形市の一部地域で、山形市とその周辺エリアの55万人、18万世帯をカバーと称している。インターネット配信はJCBAインターネットサイマルラジオによる。
自社制作番組以外はJ-WAVE及びミュージックバードの番組を放送。全国的にはJ-WAVEの番組をJCBAインターネットサイマルラジオで配信できるようになっている2022年現在も、J-WAVEの番組の放送時間はサイマル放送での配信は行っていない。
七日町商店街・本町商店街に街頭放送をしている。
花笠まつりの前日に行われる山形県観光物産市を主催する。
山形市とは「山形コミュニティ放送の緊急電話放送装置に関する協定書」及び「全国瞬時警報システム（Jアラート）により配信される緊急情報の放送（コミュニティ放送）に関する協定」を締結しており、第4木曜 10:20よりJアラートの訓練放送を行う。

## 沿革
- 1994年（平成6年）11月16日 - 山形コミュニティ放送株式会社設立[4]
- 1995年（平成7年）
  - 3月28日 - 放送局の免許取得[7]
  - 4月1日 - 開局[7]、山形市と「山形コミュニティ放送の緊急電話放送装置に関する協定書」を締結[5]
- 2011年（平成23年）10月3日 - 特定非営利活動法人東日本地域放送支援機構を設立
- 2012年（平成24年）6月1日 - JCBAインターネットサイマルラジオによるインターネット配信開始
- 2013年（平成25年）12月25日 - 山形市と「全国瞬時警報システム（Jアラート）により配信される緊急情報の放送（コミュニティ放送）に関する協定」を締結[5]
- 2018年（平成30年）2月22日 - Jアラートの訓練放送開始[6]

## 現在放送中の番組

### 主な自社制作番組
- 平日
  - 村山地域耳寄り情報（月曜 - 金曜7:30 - 7:40　18:30 - 18:40　日曜 9:30 - 9:15）
  - ハロー山形声の広報（月曜 - 金曜8:00 - 8:15　9:50 - 10:00　13:30 - 13:40　17:45 - 18:00）
  - Mon-brun（月曜 - 金曜 9:00 - 14:00）
  - M3（月曜 - 木曜 17:00 - 19:00）
  - M3＋（金曜 16:00 - 18:30）
  - ファンファンスクール（金曜 18:40 - 19:00）
  - わべや（金曜 19:00 - 19:30）
- 日曜日
  - グッドモンスターサンデー（日曜 9:00 - 11:00）
  - マエストロしんちゃんの素敵にクラシック（日曜 11:00 - 11:45）
  - カレッジパラダイス（日曜 12:00 - 12:50）

### ネット放送
日本コミュニティ放送協会、東北コミュニティ放送協議会に加盟している。
- 東北6県23局ネット
  - ワンデイトリップ（金曜 13:00 - 13:10）
  - はいうぇい人街ネット（金曜 18:00 - 18:05　日曜 11:45 - 11:50）
- ラジオ3（宮城県仙台市）と中継
  - 762EXPRESS（火曜 13:15 - 13:25）

### 過去の番組
- グッドモンスター
- まじゃってあふたぬーん
- ラジモンスクランブルヘブン!
- グッドモンスターサタデー